# Saint-Julien-de-la-Liègue
Saint-Julien-de-la-Liègue és un municipi francès situat al departament de l'Eure i a la regió de Normandia. L'any 2007 tenia 303 habitants.

## Demografia

### Població
El 2007 la població de fet de Saint-Julien-de-la-Liègue era de 303 persones. Hi havia 134 famílies de les quals 32 eren unipersonals (16 homes vivint sols i 16 dones vivint soles), 47 parelles sense fills, 47 parelles amb fills i 8 famílies monoparentals amb fills.
La població ha evolucionat segons el següent gràfic:
Habitants censats

### Habitatges
El 2007 hi havia 163 habitatges, 130 eren l'habitatge principal de la família, 27 eren segones residències i 6 estaven desocupats. Tots els 112 habitatges eren cases. Dels 130 habitatges principals, 116 estaven ocupats pels seus propietaris, 10 estaven llogats i ocupats pels llogaters i 4 estaven cedits a títol gratuït; 9 tenien dues cambres, 26 en tenien tres, 32 en tenien quatre i 62 en tenien cinc o més. 95 habitatges disposaven pel capbaix d'una plaça de pàrquing. A 51 habitatges hi havia un automòbil i a 72 n'hi havia dos o més.

### Piràmide de població
La piràmide de població per edats i sexe el 2009 era:
| Homes | Edats   | Dones |
| ----- | ------- | ----- |
| 0     | 95 o +  | 0     |
| 0     | 90 a 94 | 0     |
| 0     | 85 a 89 | 0     |
| 0     | 80 a 84 | 0     |
| 4     | 75 a 79 | 4     |
| 4     | 70 a 74 | 0     |
| 8     | 65 a 69 | 0     |
| 0     | 60 a 64 | 8     |
| 8     | 55 a 59 | 4     |
| 16    | 50 a 54 | 8     |
| 20    | 45 a 49 | 20    |
| 12    | 40 a 44 | 12    |
| 4     | 35 a 39 | 12    |
| 12    | 30 a 34 | 0     |
| 4     | 25 a 29 | 20    |
| 4     | 20 a 24 | 8     |
| 8     | 15 a 19 | 16    |
| 12    | 10 a 14 | 12    |
| 12    | 5 a 9   | 0     |
| 4     | 0 a 4   | 8     |

## Economia
El 2007 la població en edat de treballar era de 228 persones, 180 eren actives i 48 eren inactives. De les 180 persones actives 165 estaven ocupades (84 homes i 81 dones) i 15 estaven aturades (6 homes i 9 dones). De les 48 persones inactives 29 estaven jubilades, 11 estaven estudiant i 8 estaven classificades com a «altres inactius».

### Ingressos
El 2009 a Saint-Julien-de-la-Liègue hi havia 139 unitats fiscals que integraven 328 persones, la mediana anual d'ingressos fiscals per persona era de 21.306 €.

### Activitats econòmiques
Dels 10 establiments que hi havia el 2007, 1 era d'una empresa de fabricació d'altres productes industrials, 1 d'una empresa de construcció, 1 d'una empresa de transport, 1 d'una empresa d'hostatgeria i restauració, 1 d'una empresa financera, 2 d'empreses de serveis, 2 d'entitats de l'administració pública i 1 d'una empresa classificada com a «altres activitats de serveis».
Dels 3 establiments de servei als particulars que hi havia el 2009, 1 era un taller de reparació d'automòbils i de material agrícola, 1 empresa de construcció i 1 veterinari.
L'any 2000 a Saint-Julien-de-la-Liègue hi havia 4 explotacions agrícoles.

## Poblacions més properes
El següent diagrama mostra les poblacions més properes.